# Manuel Ortega (zanger)

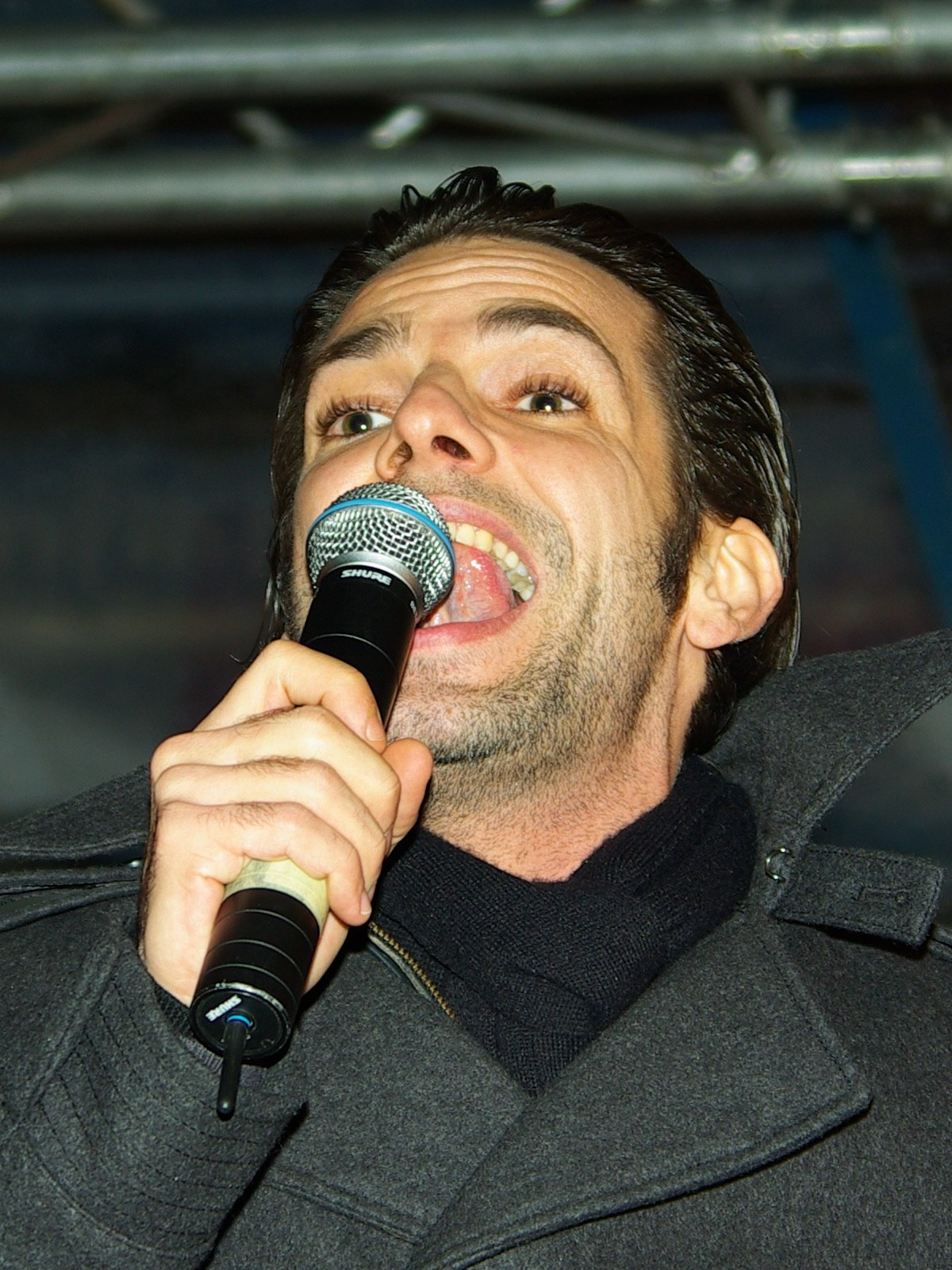
Manuel Ortega

Manuel Ortega (Steyregg, 8 april 1980) is een Oostenrijks zanger.
Manuel werd in Steyregg geboren. Toen hij tien jaar oud was begon hij zijn zangcarrière. Hij zong met de Florianer Sängerknaben, een van de oudste koren van Oostenrijk.
Zijn liefde voor popmuziek bracht hem er als tiener toe in de popgroep BAFF te gaan zingen. Omdat hij zo jong begonnen is had hij in 2003 al ruim 200 optredens op zijn naam staan.
Op zijn zeventiende deed hij mee aan de audities voor een te formeren nieuwe zanggroep en werd uitgekozen. Hoewel zeer succesvol was de groep toch niet wat Manuel Ortega zocht. In 2001 begon hij aan een solocarrière. Vanwege zijn Spaans temperament stond Manuel Ortega al snel bekend als de Oostenrijkse Ricky Martin.
Het lied El Amor, La Vida was dé Oostenrijkse zomerhit van 2001.
In 2002 vertegenwoordigde Manuel Oostenrijk op het Eurovisiesongfestival met het lied Say a word.
Naast het zingen is ook het schrijven van liedjes een talent van Manuel Ortega.en won in 2006 de Oostenrijkse versie van Dancing with the Stars.
1957: Bob Martin · 
1958: Liane Augustin · 
1959: Ferry Graf · 
1960: Harry Winter · 
1961: Jimmy Makulis · 
1962: Eleonore Schwarz · 
1963: Carmela Corren · 
1964: Udo Jürgens · 
1965: Udo Jürgens · 
1966: Udo Jürgens · 
1967: Peter Horton · 
1968: Karel Gott · 
1971: Marianne Mendt · 
1972: Milestones · 
1976: Waterloo & Robinson · 
1977: Schmetterlinge · 
1978: Springtime · 
1979: Christina Simon · 
1980: Blue Danube · 
1981: Marty Brem · 
1982: Mess · 
1983: Westend · 
1984: Anita · 
1985: Gary Lux · 
1986: Timna Brauer · 
1987: Gary Lux · 
1988: Wilfried · 
1989: Thomas Forstner · 
1990: Simone · 
1991: Thomas Forstner · 
1992: Tony Wegas · 
1993: Tony Wegas · 
1994: Petra Frey · 
1995: Stella Jones · 
1996: George Nussbaumer · 
1997: Bettina Soriat · 
1999: Bobbie Singer · 
2000: The Rounder Girls · 
2002: Manuel Ortega · 
2003: Alf Poier · 
2004: Tie Break · 
2005: Global Kryner · 
2007: Eric Papilaya · 
2011: Nadine Beiler · 
2012: Trackshittaz · 
2013: Natália Kelly · 
2014: Conchita Wurst · 
2015: The Makemakes · 
2016: Zoë · 
2017: Nathan Trent · 
2018: Cesár Sampson · 
2019: PÆNDA · 
2021: Vincent Bueno · 
2022: LUM!X feat. Pia Maria · 
2023: Teya & Salena · 
2024: Kaleen · 
2025: JJ
- Gemeinsame Normdatei: 135283809
- MusicBrainz: b1cdf109-8e0e-448c-8790-02c9af285032
- Virtual International Authority File: 80081975